# Роквил (Јужна Каролина)
Роквил (енгл. Rockville) град је у америчкој савезној држави Јужна Каролина.

## Демографија
По попису из 2010. године број становника је 134, што је 3 (-2,2%) становника мање него 2000. године.
| Група             | 2000.       | 2010.       |
| Белци             | 118 (86,1%) | 115 (85,8%) |
| Афроамериканци    | 16 (11,7%)  | 15 (11,2%)  |
| Азијати           | 0 (0,0%)    | 0 (0,0%)    |
| Хиспаноамериканци | 3 (2,2%)    | 2 (1,5%)    |
| Укупно            | 137         | 134         |